# Marcos van Toledo
Marcos van Toledo, ook wel Marcus Toletanus, Tolletanus of Toledanus, was een Spaanse arts, lid van de Vertalersschool van Toledo en kanunnik van de school van de kathedraal van Toledo.
In 1191 werd hij in een document vermeld als Marcus diaconus. Hij sloot zich aan het einde van de 12e eeuw aan bij de vertalersschool om medische geschriften van Galenus te vinden en te vertalen. Hij werd beschouwd als een bekwaam vertaler uit het Arabisch.
Hij vertaalde eerst een inleiding over Galenus van Hunayn ibn Ishaq (Johannitius), het Liber introductorius in medicinam (met behulp van Constantijn de Afrikaan). Maar in de kasten van de Arabieren vond hij nog andere werken (Armaria Arabum), zoals Galenus' verhandeling over de pols, die hij vertaalde als Liber de tactu pulsus, en de verhandeling over bewegingen die moeilijk waar te nemen zijn (De motibus dubiis).
In 1209/1210 maakte hij een vertaling van de Koran naar het Latijn. Het is superieur aan de eerste vertaling van Robert van Ketton en collega's (rond 1143), deels omdat Robert van Ketton zich aanzienlijke vrijheden aanmat.
- Gemeinsame Normdatei: 121041840
- International Standard Name Identifier: 0000 0000 8052 3258
- Library of Congress Control Number: no2005100614
- Nationale Bibliotheek van Israël: 987007366342305171
- Nederlandse Thesaurus van Auteursnamen: 364360178
- Système universitaire de documentation: 220598487
- Virtual International Authority File: 122014594
- WorldCat: E39PBJx8J9FphYbK9pDWKBDTHC